# فلگ‌استاف فورت
فلگ‌استاف فورت (به انگلیسی: Flagstaff Fort) یک محله در ایالات متحده آمریکا است که در استتن آیلند واقع شده‌است. این مکان جزو  استحکامات نظامی  انقلاب آمریکا است که در ژوئن ۱۷۷۶ ساخته شد، محل آن در سیگنال هیل واقع در استتن آیلند قراردارد. محوطه آن در ۱۶۶۳ ساخته شده بود و حداقل تا ۱۸۰۸ پابرجا بود، این مکان قبلاً توسط دیوید پیترزن دی وریس، شهروند هلندی بود در ۱۶۳۶ ساخته شد و در جنگ پیچ تری در ۱۶۵۵ تخریب شد. مجدداً در ژوئیه ۱۷۷۶ توسط انگلیس و در ژوئیه ۱۷۷۹ دوبار به عنوان محل استقرار سکوی توپ ۲۶ ساخته شد. دو ماه بعد، شش فقره اسلحه ۲۴ پوندی و چهارقبضه ۱۸ پوندی ضبط شد. در۱۷۸۲ این قلعه که دارای پنج سنگر انفرادی و چندین سنگر توپ بود. در ۱۷۸۳ در پایان انقلاب آمریکا توسط انگلیسی‌ها تخلیه شد.در۱۸۰۶ قلعه فلگ استاف تخریب گردید و قلعه فوت تامپکینز در این محل ساخته شد به طوریکه محوطه ۱۶۶۳ را با ماسه سنگ قرمز احاطه کرد. آن قلعه به همراه دیگر اماکن به فورت وادسورث تبدیل شد. این سایت اکنون بخشی از منطقه تفریحی ملی گیت‌وی می‌باشد و جزو خدمات پارک ملی است.